# Fallin' (Alicia Keys)
Fallin' is een nummer geschreven en gezongen door de Amerikaanse r&b/soul-zangeres Alicia Keys voor haar debuutalbum Songs in A Minor uit 2001. Het liedje was, totdat in 2007 No One uitkwam, Keys' grootste hit. In 2002 won het lied drie Grammy Awards, waaronder die voor Song of the Year.

## Speellijst

### Cd-single
1. Fallin' (radioversie) - 3:16
2. Fallin' (albumversie) - 3:30
3. Fallin' Extended Remix (met Busta Rhymes en Rampage) - 4:15
4. Fallin' Remix (zonder rap) - 3:35
5. Fallin' Instrumental Remix - 4:15
6. Fallin' Clip - 3:30

## Medewerkers

### Muzikanten
- Alicia Keys – zang, achtergrondzang, arrangeur, alle instrumenten (behalve de viool)
- Miri Ben-Ari – viool
- Cindy Mizelle – achtergrondzang
- Tammy Saunders – achtergrondzang
- Andricka Hall – achtergrondzang

### Productie
- Alicia Keys – producent
- Kerry Brothers, Jr. – programmering van de drum
- Russel Elevado – Audiomixer

## Hitnoteringen
| "Fallin'" in de Nederlandse Top 40 - binnen: 25-08-2001 | "Fallin'" in de Nederlandse Top 40 - binnen: 25-08-2001 | "Fallin'" in de Nederlandse Top 40 - binnen: 25-08-2001 | "Fallin'" in de Nederlandse Top 40 - binnen: 25-08-2001 | "Fallin'" in de Nederlandse Top 40 - binnen: 25-08-2001 | "Fallin'" in de Nederlandse Top 40 - binnen: 25-08-2001 | "Fallin'" in de Nederlandse Top 40 - binnen: 25-08-2001 | "Fallin'" in de Nederlandse Top 40 - binnen: 25-08-2001 | "Fallin'" in de Nederlandse Top 40 - binnen: 25-08-2001 | "Fallin'" in de Nederlandse Top 40 - binnen: 25-08-2001 | "Fallin'" in de Nederlandse Top 40 - binnen: 25-08-2001 | "Fallin'" in de Nederlandse Top 40 - binnen: 25-08-2001 | "Fallin'" in de Nederlandse Top 40 - binnen: 25-08-2001 | "Fallin'" in de Nederlandse Top 40 - binnen: 25-08-2001 | "Fallin'" in de Nederlandse Top 40 - binnen: 25-08-2001 | "Fallin'" in de Nederlandse Top 40 - binnen: 25-08-2001 | "Fallin'" in de Nederlandse Top 40 - binnen: 25-08-2001 | "Fallin'" in de Nederlandse Top 40 - binnen: 25-08-2001 | "Fallin'" in de Nederlandse Top 40 - binnen: 25-08-2001 | "Fallin'" in de Nederlandse Top 40 - binnen: 25-08-2001 |
| Week:                                                   | 1                                                       | 2                                                       | 3                                                       | 4                                                       | 5                                                       | 6                                                       | 7                                                       | 8                                                       | 9                                                       | 10                                                      | 11                                                      | 12                                                      | 13                                                      | 14                                                      | 15                                                      | 16                                                      | 17                                                      | 18                                                      |                                                         |
| ------------------------------------------------------- | ------------------------------------------------------- | ------------------------------------------------------- | ------------------------------------------------------- | ------------------------------------------------------- | ------------------------------------------------------- | ------------------------------------------------------- | ------------------------------------------------------- | ------------------------------------------------------- | ------------------------------------------------------- | ------------------------------------------------------- | ------------------------------------------------------- | ------------------------------------------------------- | ------------------------------------------------------- | ------------------------------------------------------- | ------------------------------------------------------- | ------------------------------------------------------- | ------------------------------------------------------- | ------------------------------------------------------- | ------------------------------------------------------- |
| Positie:                                                | 38                                                      | 4                                                       | 1                                                       | 1                                                       | 1                                                       | 1                                                       | 2                                                       | 2                                                       | 2                                                       | 2                                                       | 5                                                       | 8                                                       | 10                                                      | 15                                                      | 16                                                      | 18                                                      | 26                                                      | 38                                                      | uit                                                     |

| "Fallin'" in de Nederlandse Single Top 100 - binnen: 01-09-2001 | "Fallin'" in de Nederlandse Single Top 100 - binnen: 01-09-2001 | "Fallin'" in de Nederlandse Single Top 100 - binnen: 01-09-2001 | "Fallin'" in de Nederlandse Single Top 100 - binnen: 01-09-2001 | "Fallin'" in de Nederlandse Single Top 100 - binnen: 01-09-2001 | "Fallin'" in de Nederlandse Single Top 100 - binnen: 01-09-2001 | "Fallin'" in de Nederlandse Single Top 100 - binnen: 01-09-2001 | "Fallin'" in de Nederlandse Single Top 100 - binnen: 01-09-2001 | "Fallin'" in de Nederlandse Single Top 100 - binnen: 01-09-2001 | "Fallin'" in de Nederlandse Single Top 100 - binnen: 01-09-2001 | "Fallin'" in de Nederlandse Single Top 100 - binnen: 01-09-2001 | "Fallin'" in de Nederlandse Single Top 100 - binnen: 01-09-2001 | "Fallin'" in de Nederlandse Single Top 100 - binnen: 01-09-2001 | "Fallin'" in de Nederlandse Single Top 100 - binnen: 01-09-2001 | "Fallin'" in de Nederlandse Single Top 100 - binnen: 01-09-2001 | "Fallin'" in de Nederlandse Single Top 100 - binnen: 01-09-2001 | "Fallin'" in de Nederlandse Single Top 100 - binnen: 01-09-2001 | "Fallin'" in de Nederlandse Single Top 100 - binnen: 01-09-2001 | "Fallin'" in de Nederlandse Single Top 100 - binnen: 01-09-2001 | "Fallin'" in de Nederlandse Single Top 100 - binnen: 01-09-2001 | "Fallin'" in de Nederlandse Single Top 100 - binnen: 01-09-2001 | "Fallin'" in de Nederlandse Single Top 100 - binnen: 01-09-2001 |
| Week:                                                           | 1                                                               | 2                                                               | 3                                                               | 4                                                               | 5                                                               | 6                                                               | 7                                                               | 8                                                               | 9                                                               | 10                                                              | 11                                                              | 12                                                              | 13                                                              | 14                                                              | 15                                                              | 16                                                              | 17                                                              | 18                                                              | 19                                                              | 20                                                              |                                                                 |
| --------------------------------------------------------------- | --------------------------------------------------------------- | --------------------------------------------------------------- | --------------------------------------------------------------- | --------------------------------------------------------------- | --------------------------------------------------------------- | --------------------------------------------------------------- | --------------------------------------------------------------- | --------------------------------------------------------------- | --------------------------------------------------------------- | --------------------------------------------------------------- | --------------------------------------------------------------- | --------------------------------------------------------------- | --------------------------------------------------------------- | --------------------------------------------------------------- | --------------------------------------------------------------- | --------------------------------------------------------------- | --------------------------------------------------------------- | --------------------------------------------------------------- | --------------------------------------------------------------- | --------------------------------------------------------------- | --------------------------------------------------------------- |
| Positie:                                                        | 6                                                               | 1                                                               | 1                                                               | 1                                                               | 1                                                               | 1                                                               | 2                                                               | 2                                                               | 3                                                               | 5                                                               | 8                                                               | 11                                                              | 8                                                               | 11                                                              | 12                                                              | 15                                                              | 27                                                              | 39                                                              | 56                                                              | 78                                                              | uit                                                             |

| "Fallin'" in de Vlaamse Ultratop 50 - binnen: 08-09-2001 | "Fallin'" in de Vlaamse Ultratop 50 - binnen: 08-09-2001 | "Fallin'" in de Vlaamse Ultratop 50 - binnen: 08-09-2001 | "Fallin'" in de Vlaamse Ultratop 50 - binnen: 08-09-2001 | "Fallin'" in de Vlaamse Ultratop 50 - binnen: 08-09-2001 | "Fallin'" in de Vlaamse Ultratop 50 - binnen: 08-09-2001 | "Fallin'" in de Vlaamse Ultratop 50 - binnen: 08-09-2001 | "Fallin'" in de Vlaamse Ultratop 50 - binnen: 08-09-2001 | "Fallin'" in de Vlaamse Ultratop 50 - binnen: 08-09-2001 | "Fallin'" in de Vlaamse Ultratop 50 - binnen: 08-09-2001 | "Fallin'" in de Vlaamse Ultratop 50 - binnen: 08-09-2001 | "Fallin'" in de Vlaamse Ultratop 50 - binnen: 08-09-2001 | "Fallin'" in de Vlaamse Ultratop 50 - binnen: 08-09-2001 | "Fallin'" in de Vlaamse Ultratop 50 - binnen: 08-09-2001 | "Fallin'" in de Vlaamse Ultratop 50 - binnen: 08-09-2001 | "Fallin'" in de Vlaamse Ultratop 50 - binnen: 08-09-2001 | "Fallin'" in de Vlaamse Ultratop 50 - binnen: 08-09-2001 | "Fallin'" in de Vlaamse Ultratop 50 - binnen: 08-09-2001 | "Fallin'" in de Vlaamse Ultratop 50 - binnen: 08-09-2001 | "Fallin'" in de Vlaamse Ultratop 50 - binnen: 08-09-2001 | "Fallin'" in de Vlaamse Ultratop 50 - binnen: 08-09-2001 | "Fallin'" in de Vlaamse Ultratop 50 - binnen: 08-09-2001 | "Fallin'" in de Vlaamse Ultratop 50 - binnen: 08-09-2001 | "Fallin'" in de Vlaamse Ultratop 50 - binnen: 08-09-2001 | "Fallin'" in de Vlaamse Ultratop 50 - binnen: 08-09-2001 |
| Week:                                                    | 1                                                        | 2                                                        | 3                                                        | 4                                                        | 5                                                        | 6                                                        | 7                                                        | 8                                                        | 9                                                        | 10                                                       | 11                                                       | 12                                                       | 13                                                       | 14                                                       | 15                                                       | 16                                                       | 17                                                       | 18                                                       | 19                                                       | 20                                                       | 21                                                       | 22                                                       | 23                                                       |                                                          |
| -------------------------------------------------------- | -------------------------------------------------------- | -------------------------------------------------------- | -------------------------------------------------------- | -------------------------------------------------------- | -------------------------------------------------------- | -------------------------------------------------------- | -------------------------------------------------------- | -------------------------------------------------------- | -------------------------------------------------------- | -------------------------------------------------------- | -------------------------------------------------------- | -------------------------------------------------------- | -------------------------------------------------------- | -------------------------------------------------------- | -------------------------------------------------------- | -------------------------------------------------------- | -------------------------------------------------------- | -------------------------------------------------------- | -------------------------------------------------------- | -------------------------------------------------------- | -------------------------------------------------------- | -------------------------------------------------------- | -------------------------------------------------------- | -------------------------------------------------------- |
| Positie:                                                 | 36                                                       | 11                                                       | 3                                                        | 1                                                        | 2                                                        | 2                                                        | 2                                                        | 2                                                        | 3                                                        | 3                                                        | 6                                                        | 7                                                        | 10                                                       | 11                                                       | 12                                                       | 17                                                       | 19                                                       | 19                                                       | 19                                                       | 22                                                       | 28                                                       | 37                                                       | 46                                                       | uit                                                      |

### NPO Radio 2 Top 2000
| Nummer met noteringen in de NPO Radio 2 Top 2000 | '05 | '06  | '07  | '08  | '09  | '10 | '11  | '12  | '13  | '14  | '15-'17 | '18  | '19 | '20  |
| ------------------------------------------------ | --- | ---- | ---- | ---- | ---- | --- | ---- | ---- | ---- | ---- | ------- | ---- | --- | ---- |
| Fallin'                                          | 618 | 1052 | 1271 | 1432 | 1238 | 938 | 1199 | 1178 | 1446 | 1948 | -       | 1825 | -   | 1995 |

1. ↑  Een '-' betekent dat het nummer niet was genoteerd en een vetgedrukt getal geeft de hoogste notering aan.
2. ↑  2005 was het eerste jaar met een notering voor dit nummer.
3. ↑  Deze tabel is bijgewerkt tot en met de laatste editie (2024).